# Stedelijk verval

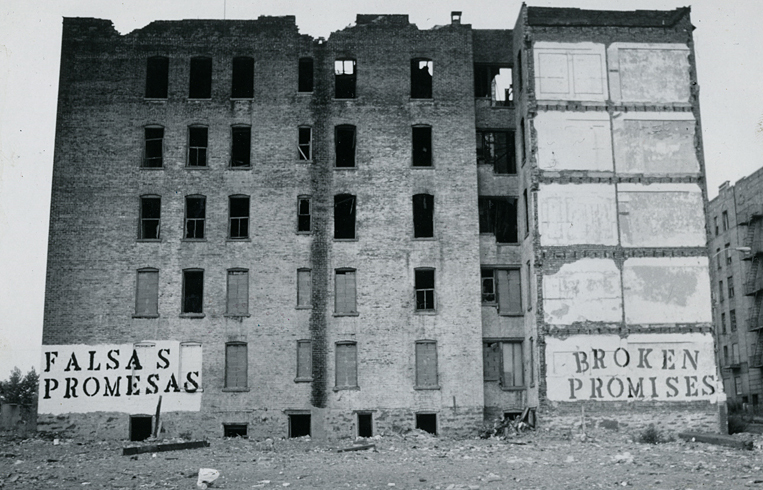
Stedelijk verval in de Verenigde Staten: presidenten Jimmy Carter (op 5 oktober 1976) en Ronald Reagan (op 5 augustus 1980) voerden campagne voor deze moderne ruïne aan Charlotte Street in het zuiden van de Bronx, New York.

Stedelijk verval (stadsverval, stedelijk verval, stedelijke verkrotting of verpaupering van stedelijke bebouwing) is het proces waarbij een voormalig functionerende stad, of deel van een stad, in verval raakt, veelal gekenmerkt door de-industrialisatie, ontvolking of vervanging van de bevolking, herstructurering, verlaten gebouwen, hoge werkloosheid, gebroken families, gebrek aan politiek engagement, misdaad en een desolaat, onherbergzaam stadslandschap.
Sinds de jaren 1970 en 1980 komt stedelijk verval steeds vaker voor in steden, waaronder die in Noord-Amerika en delen van Europa. Structurele veranderingen in de wereldeconomie, transport en beleid creëerden de economische en sociale omstandigheden die resulteerden in stedelijk verval.
Buiten Europa en Noord-Amerika treedt stadsverval hoofdzakelijk op in de perifere sloppenwijken aan de randen van de metropolen, terwijl de binnensteden een hoge vastgoedwaarde behouden en een toenemend inwonertal kennen. Noord-Amerikaanse en Britse steden hebben veeleer te kampen met een bevolkingsafname in de binnensteden ten gevolge van suburbanisatie en de-urbanisatie.
Een ander kenmerk van stadsverval bestaat uit de visuele, psychische en psychologische effecten van het wonen te midden van braakliggende terreinen (stadsprairies) en leegstaande panden. Het vervallen straatbeeld draagt bij aan de sociale onveiligheid in stadswijken omdat dit een aanzuigende werking heeft op straatbendes en andere criminelen.
De oorzaak van stadsverval is meervoudig. Het is het resultaat van een combinatie van onderling samenhangende sociaaleconomische factoren, waaronder de planologische besluitvorming van de stad, armoede onder de bevolking, de aanleg van wegen en spoorlijnen die een barrière in het gebied vormen, ontvolking door suburbanisatie, witte vlucht, redlining en immigratiebeperkingen.
In de Verenigde Staten komt stadsverval veel voor in de Manufacturing Belt, bijvoorbeeld in Detroit en Flint in de staat Michigan.